# Ancistrus mattogrossensis
Ancistrus mattogrossensis és una espècie de peix de la família dels loricàrids i de l'ordre dels siluriformes.

## Distribució geogràfica
Es troba a Sud-amèrica: Brasil.